# IC 284
IC 284 ist eine Spiralgalaxie vom Hubble-Typ Sd im Sternbild Perseus am Nordsternhimmel. Sie ist schätzungsweise 127 Millionen Lichtjahre von der Milchstraße entfernt und hat einen Durchmesser von etwa 120.000 Lichtjahren.  Vom Sonnensystem aus entfernt sich die Galaxie mit einer errechneten Radialgeschwindigkeit von näherungsweise 2.700 Kilometern pro Sekunde.
Gemeinsam mit NGC 1171 und NGC 1186 bildet sie die NGC 1186-Gruppe. Im selben Himmelsareal befinden sich unter anderem die Galaxien NGC 1174, NGC 1175, NGC 1177, IC 288.
Das Objekt wurde am 27. Oktober 1888 vom US-amerikanischen Astronomen Lewis Swift entdeckt.